# 金勵
金勵（？—？），字季孺，號太峩、霜鐔，河南開封府陳州西华县人，明朝政治人物。同进士出身。

## 生平
七月二十二日生，治诗经。萬曆十九年（1591年）辛卯科河南鄉試第八名舉人，二十三年（1595年）乙未科會試第八十八名，廷試三甲第一百八十八名进士，禮部觀政，二十四年六月初授太原县知县，二十七年三月调繁阳曲县，三十年迁南京行人司副，三十一年升南户部员外郎，三十三年升工部郎中，三十五年出为宁国知府，三十八年擢江西徽宁道副使，三十九年称病养亲回籍。四十三年起山東东昌道副使，四十五年升海盖道参政。四十六年十二月京察为南京科道糾劾去職。敭历所至，慎己爱民，皆有声。创书院，延名儒，讨论圣贤宗旨，有《风行芳规》、《明手斧锄》、《吾廬放言》、《秋浦得益录》等書。

## 家族
曾祖金染。祖金晓，父金駕，壽官，封文林郎阳曲县知县。母劉氏，封孺人。具庆下。娶王氏，贈孺人；继娶尹氏，封孺人。子闕封、闕颺。